# Cyclura cychlura inornata
Cyclura cychlura inornata  — підвид ящірок родини ігуанові (Iguanidae).

## Поширення
Підвид є ендеміком Багамських островів, зустрічається на острові Ексума у західній частині архіпелагу Великий Багама. Відомо лише дві популяції цього підвиду, що розмножуються: на рифах Ліф Кей (4 га) і Ю-Кей (також відомий як Південно-Західний Алленс Кей; 3 га) в північній частині ланцюга острова Ексума. Напевно менше семи дорослих проживають на Алленс Кей (7 га), але ніяких доказів розмноження на цьому рифі не були знайдені протягом 12 років досліджень.

## Чисельність
Ґрунтуючись на 17-річному дослідженні, популяція підвиду була визначена у приблизно 130 дорослих ящірок (> 8 років) на Ліф Кей і 100 особин на Ю-Кей. Оцінка чисельності молоді не є точною, але вона становить, ймовірно, близько 100 особин для кожного острова. Станом на 2000 рік, за даними МСОП, вся популяція цього підвиду оцінена у менше 500 особин. Популяція, як правило, була стабільною протягом останніх 17 років, розмноження відбувається на обох островах щороку.

## Опис
Cyclura cychlura inornata є великою ігуаною, що досягає близько до 1,5 метрів завдовжки. Забарвлення тіла коливається від темно-сірого до чорного, з жовтувато-зеленим або оранжевим відтінком луски на ногах, спинному гребні і голові. Для виду, як і інших видів з роду Cyclura є характерним статевий диморфізм: самці більші за самок і мають більш спинні гребені, а також більшеі пори на стегнах, які використовуються, щоб випустити феромони.